# Jade engine
Jade (стилизовано как JADE engine) — игровой движок, разработанный для внутреннего использования компанией Ubisoft и впервые использованный в приключенческой игре Beyond Good & Evil.
Получил развитие в виде модифицированных версий, названных Fox engine и LyN engine.

## История разработки
Движок был разработан студией Ubisoft Montpellier при участии Мишеля Анселя — геймдизайнера проекта Beyond Good & Evil (2003 год), и был впервые использован в этой компьютерной игре. Своё название движок получил в честь имени главной героини игры, Джейд.
Jade отличает высокая гибкость использования и широкие графические возможности как для создания кинематографических роликов, так и для игрового процесса. В первой версии движка поддерживается динамическое затенение и освещение, лицевая анимация, шейдерные эффекты (вода с отражениями и рябью), различные пост-эффекты обработки и т.д.
С тех пор, как в 2003 году вышла первая игра на этом движке, технология постоянно дорабатывалась и изменялась. Начиная с 2009 года, Ubisoft перешла на использование данного движка исключительно в играх для портативных игровых консолей и систем со сравнительно небольшой мощностью, таких как Wii.
В 2012 году состоялась утечка исходного кода отменённой Rayman 4, в том числе, её версии движка Jade.

### Дальнейшее развитие
На основе Jade был создан другой игровой движок компании (ответвление) — Fox, с использованием которого сделаны игры Naruto: Rise of a Ninja и Naruto: The Broken Bond. Одним из изменений стала возможность отрисовки сел-шейдерной графики, стилизации под комикс или мультипикацию.
Развитие Jade было продолжено также в другом игровом движке — LyN engine. При его разработке уделялось внимание эффективной работе как со старым, так и с современным, на тот момент, оборудованием. Первой игрой на этом движке стала Rabbids Go Home, вышедшая на консоли Wii в 2008 году. По словам разработчиков, движок «позволил использовать потенциал консоли Wii, не ограничивая фантазии авторов». Так, на LyN engine были выпущены почти все, на тот момент, части серии игр Rayman, а также множество игр танцевальной серии Just Dance.
В 2009 году на основе LyN engine была выпущена игра Teenage Mutant Ninja Turtles: Turtles in Time Re-Shelled, разработанная совместно несколькими филиалами Ubisoft, а в 2010 году вышел трёхмерный шутер Red Steel 2.
В 2011 году состоялся релиз From Dust в жанре симулятора бога. Согласно титрам этой игры, она использует третье поколение движка LyN.
Одной из последних выпущенных игр на данном движке стала Zombi, выпущенная в 2015 году на PC, PlayStation 4 и Xbox One.
В своих более новых играх, Ubisoft переключила свои внутренние студии на более современные движки, такие как UbiArt Framework, заменивший LyN engine в сериях Just Dance и Rayman.

## Игры, использующие Jade
- 2003 — Beyond Good & Evil[1][2] от Ubisoft Montpellier, Ubisoft Milan и Ubisoft Casablanca
  - 2011 — Beyond Good & Evil HD (переиздание)[1] от Ubisoft Shanghai[11]
- 2003 — Prince of Persia: The Sands of Time[2][5] от Ubisoft Montreal
- 2004 — Prince of Persia: Warrior Within[5] от Ubisoft Montreal
- 2005 — Prince of Persia: Revelations от Pipeworks[12]
- 2005 — Prince of Persia: The Two Thrones[5] от Ubisoft Montreal
- 2005 — Peter Jackson’s King Kong: The Official Game of the Movie[5] от Ubisoft Montpellier
- 2006 — Rayman Raving Rabbids[13] от Ubisoft Montpellier и Ubisoft Sofia
- 2007 — TMNT (игра к одноименному фильму) от Ubisoft Montreal и Ubisoft Quebec
- 2007 — Beowulf: The Game[К 2] от Ubisoft Shanghai
- 2007 — Horsez от Lexis Numerique
- 2007 — Petz: Horsez 2 от Phoenix Interactive
- 2007 — My Word Coach от Ubisoft Montreal и Ubisoft Quebec
- 2007 — My French Coach от Sensory Sweep Studios
- 2007 — My Spanish Coach от Sensory Sweep Studios
- 2007 — Rayman Raving Rabbids 2 от Ubisoft Paris
- 2008 — Petz: Horse Club от Phoenix Interactive и Lexis Numerique
- 2008 — Movie Studios Party от Phoenix Studio
- 2008 — Rayman Raving Rabbids TV Party от Ubisoft Paris
- 2009 — James Cameron's Avatar: The Game[К 3] от Ubisoft Montreal
- 2009 — Cloudy With a Chance of Meatballs от Ubisoft Shanghai
- 2010 — Prince of Persia: The Forgotten Sands[К 2] от Ubisoft Quebec
- 2011 — Shaun White Skateboarding[К 3] от Ubisoft Montreal
- 2011 — NCIS от Ubisoft Shanghai
- Отменена — Prince of Persia: Kindred Blades от Ubisoft Montreal
- Отменена — Rayman 4[3] от Phoenix Interactive

### Fox
- 2007 — Naruto: Rise of a Ninja[5] от Ubisoft Montreal
- 2008 — Naruto: The Broken Bond от Ubisoft Montreal

### LyN
- 2008 — Rabbids Go Home[6][7] от Ubisoft Montpellier
- 2009 — Rabbids Go Home: A Comedy Adventure от Ubisoft Montpellier
- 2009 — Rabbids Lab[7] от Ubisoft
- 2009 — Teenage Mutant Ninja Turtles: Turtles in Time Re-Shelled от Ubisoft Singapore
- 2009 — Just Dance 2[7] от Ubisoft Paris и Ubisoft Milan
- 2010 — Red Steel 2[8] от Ubisoft Paris
- 2010 — Raving Rabbids: Travel in Time[7] от Ubisoft Paris и Ubisoft Casablanca
- 2010 — Just Dance: Summer Party[14] от Ubisoft Paris
- 2010 — Michael Jackson: The Experience[7] от Ubisoft Montpellier, Ubisoft Milan, Ubisoft Paris, Ubisoft Montreal, Ubisoft Sao Paulo и Ubisoft Shanghai
- 2010 — MotionSports[7] от Ubisoft Milan
- 2011 — From Dust[7][15][9] от Ubisoft Montpellier
- 2011 — The Adventures of Tintin: Secret of the Unicorn[7] от Ubisoft Montpellier
- 2011 — Just Dance 3[7][16] от Ubisoft Paris
- 2011 — ABBA: You Can Dance[7] от Ubisoft Paris и Ubisoft Bucharest
- 2011 — The Black Eyed Peas Experience[7] от Ubisoft Quebec
- 2011 — Just Dance: Best Of[7] от Ubisoft Paris и Ubisoft Montreal
- 2011 — Just Dance 3[7] от Ubisoft Paris, Ubisoft Montreal и Ubisoft Reflections
- 2012 — Just Dance 4[7][10] от  Ubisoft Milan, Ubisoft Paris, Ubisoft Reflections, Ubisoft Bucharest и Ubisoft Pune
- 2012 — Rabbids Land[7] от Ubisoft Paris
- 2012 — ZombiU[7] от Ubisoft Montpellier
  - 2015 — Zombi от Ubisoft Montpellier (переиздание)
- Отмененный вариант — Beyond Good and Evil 2[17][7] от Ubisoft Montpellier